# 蒂埃里·阿西翁
蒂埃里·阿希奥尼（Thierry Ascione，1981年1月17日—）是一位法國職業網球運動員，2000年轉職業，2010年宣布退役。

## 外部連結
- 蒂埃里·阿西翁（英文/西班牙文）的官方資料
- 蒂埃里·阿西翁的國際網球總會 職業／青少年 官方資料（英文）
- 蒂埃里·阿西翁的官方資料（英文）